# Peter Huỳnh Văn Hai
Peter Huỳnh Văn Hai (* 18. Mai 1954 in Bến Tre, Provinz Bến Tre, Vietnam) ist ein vietnamesischer Geistlicher und römisch-katholischer Bischof von Vĩnh Long.

## Leben
Peter Huỳnh Văn Hai trat 1966 in das Knabenseminar und später in das Priesterseminar des Bistums Vĩnh Long. Wegen der Kirchenverfolgung durch das kommunistische Regime Vietnams musste er das Seminar im Jahr 1978 verlassen. Erst 1991 konnte er die Priesterausbildung erneut aufnehmen und empfing am 31. August 1994 das Sakrament der Priesterweihe für das Bistum Vĩnh Long.
In den folgenden zehn Jahren hielt er sich zu weiteren Studien am Institut Catholique de Paris auf, wo er in Philosophie promoviert wurde. Von 2004 bis 2008 war er für die Berufungspastoral in seinem Heimatbistum verantwortlich. Seit 2008 war er Philosophiedozent an den Priesterseminaren des Erzbistums Ho-Chi-Minh-Stadt und des Bistums Cần Thơ. Im Jahr 2012 wurde er zudem Subregens des Seminars von Cần Thơ.
Am 7. Oktober 2015 ernannte ihn Papst Franziskus zum Bischof von Vĩnh Long. Die Bischofsweihe spendete ihm der Erzbischof von Ho-Chi-Minh-Stadt, Paul Bùi Van Ðoc, am 11. Dezember desselben Jahres. Mitkonsekratoren waren der Bischof von Thanh Hóa, Joseph Nguyễn Chí Linh, und der Bischof von Cần Thơ, Stephanus Tri Buu Thien.
Sein Name kombiniert westliche Namenstradition (Peter als Vorname vor den Familiennamen Huỳnh) mit vietnamesischer (Văn Hai als persönlicher Name steht hinter dem Familiennamen).